# NGC 4734
NGC 4734 is een spiraalvormig sterrenstelsel in het sterrenbeeld Maagd. Het hemelobject werd op 7 april 1828 ontdekt door de Britse astronoom John Herschel.

## Synoniemen
- UGC 7998
- MCG 1-33-19
- ZWG 43.45
- IRAS 12486+0507
- PGC 43525